# Poucet
Poucet is een klein dorp in de Belgische provincie Luik en een deelgemeente van de stad Hannuit. Het was een zelfstandige gemeente tot het bij de fusie van 1971 samen met Wansin toegevoegd werd aan de gemeente Hannuit.
Poucet ligt ten oosten van de stadskern van Hannuit. Het is een landbouwdorp in Droog-Haspengouw met nog veel akkerbouw en veeteelt en in mindere mate fruitteelt.

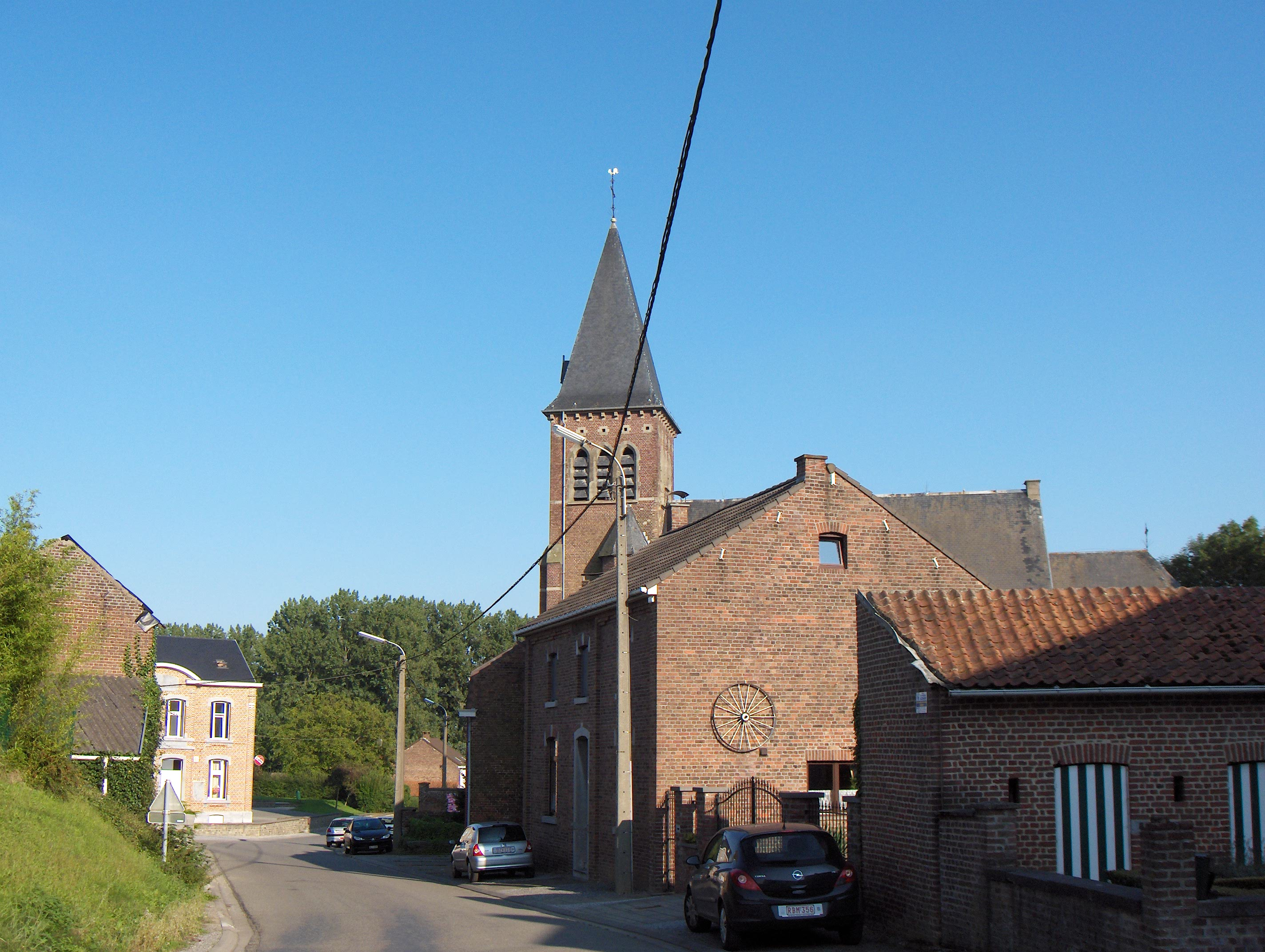
Zicht op Poucet

## Geschiedenis
Poucet was een leen van het Hertogdom Brabant. In 1362 had Arnold van Rummen de heerlijkheid in leen. Daarna werd ze verkocht aan de Naamse graaf Willem I van Namen. In 1421 kwam Filips de Goede in het bezit van het dorp. In 1644 werd het dorp samen met Abolens gekocht door de baljuw van Hannuit die ze aan het baljuwschap toevoegde.

## Demografische ontwikkeling
- Bronnen:NIS, Opm:1831 tot en met 1961=volkstellingen

## Bezienswaardigheden
- De Sint-Martinuskerk uit 1925 is de parochiekerk. Aan de buitenzijde liggen een aantal grafstenen uit de 16de en de 17de eeuw.
- De Ferme Seny of Ferme du Hesbain (Rue Léon Genot 11) is een hoeve met verdedigingstoren uit de 18de eeuw gebouwd op de funderingen van een kasteel. De ingangspoort dateert van 1721.
- La Feuillée (Rue des Mayeurs 1) is een hoeve met delen uit de 18de eeuw, in 1908 deels verbouwd tot landhuis in cottagestijl.
- Oude pastorij uit 1764 (Rue Léon Genot 4).

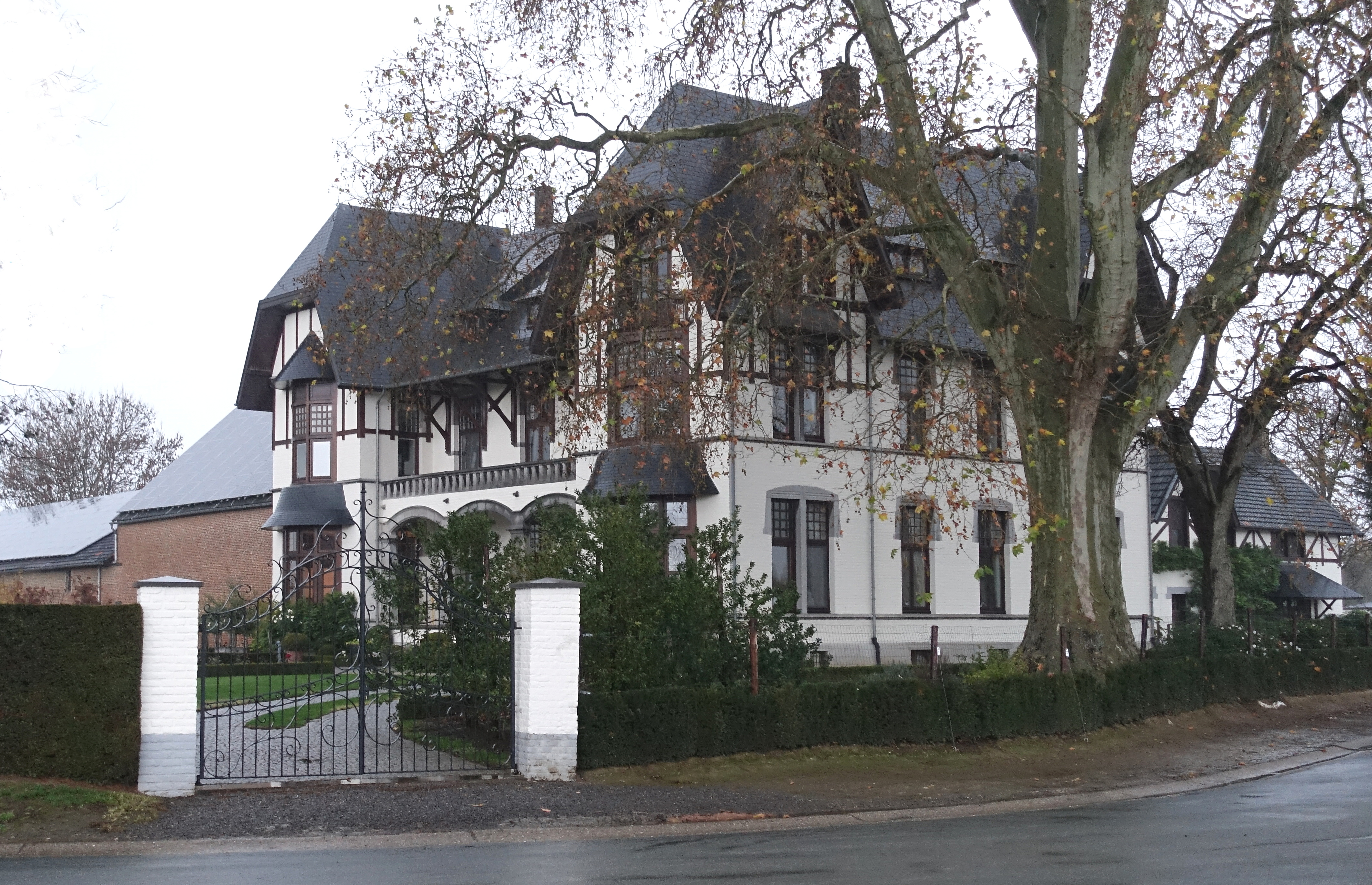
Ferme de la Feuillée Poucet
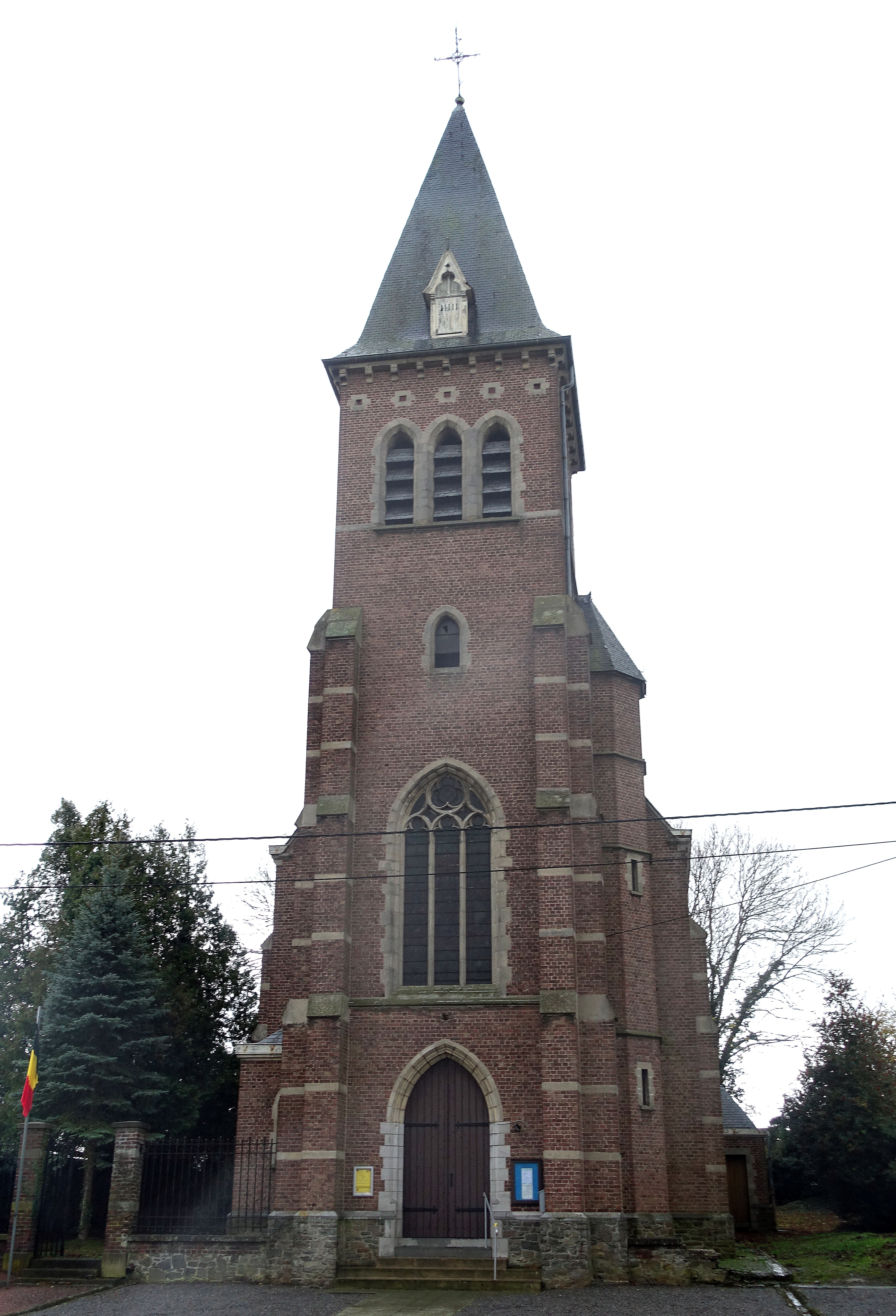
Sint-Martinuskerk Poucet
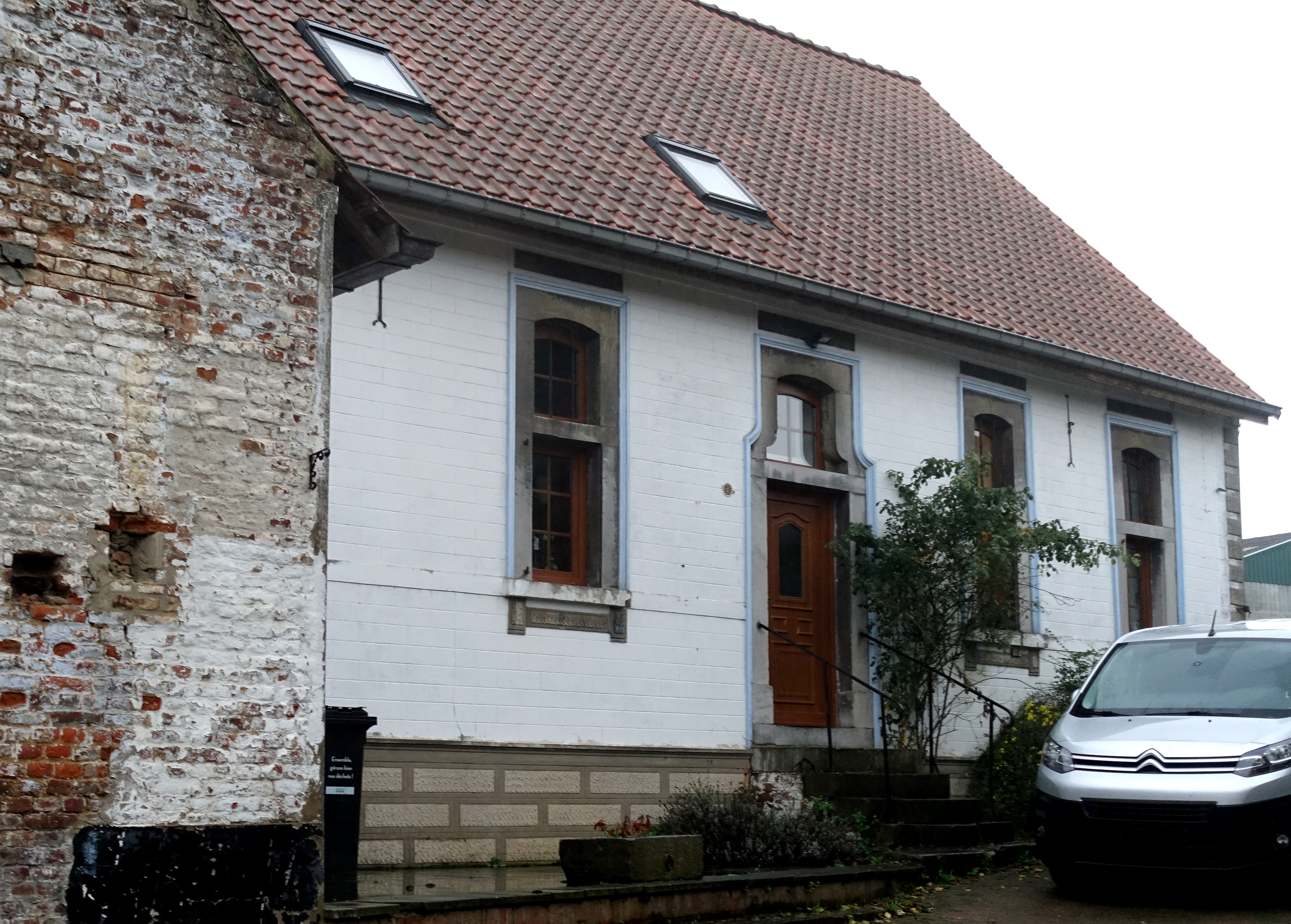
Oude pastorij uit 1764 Poucet
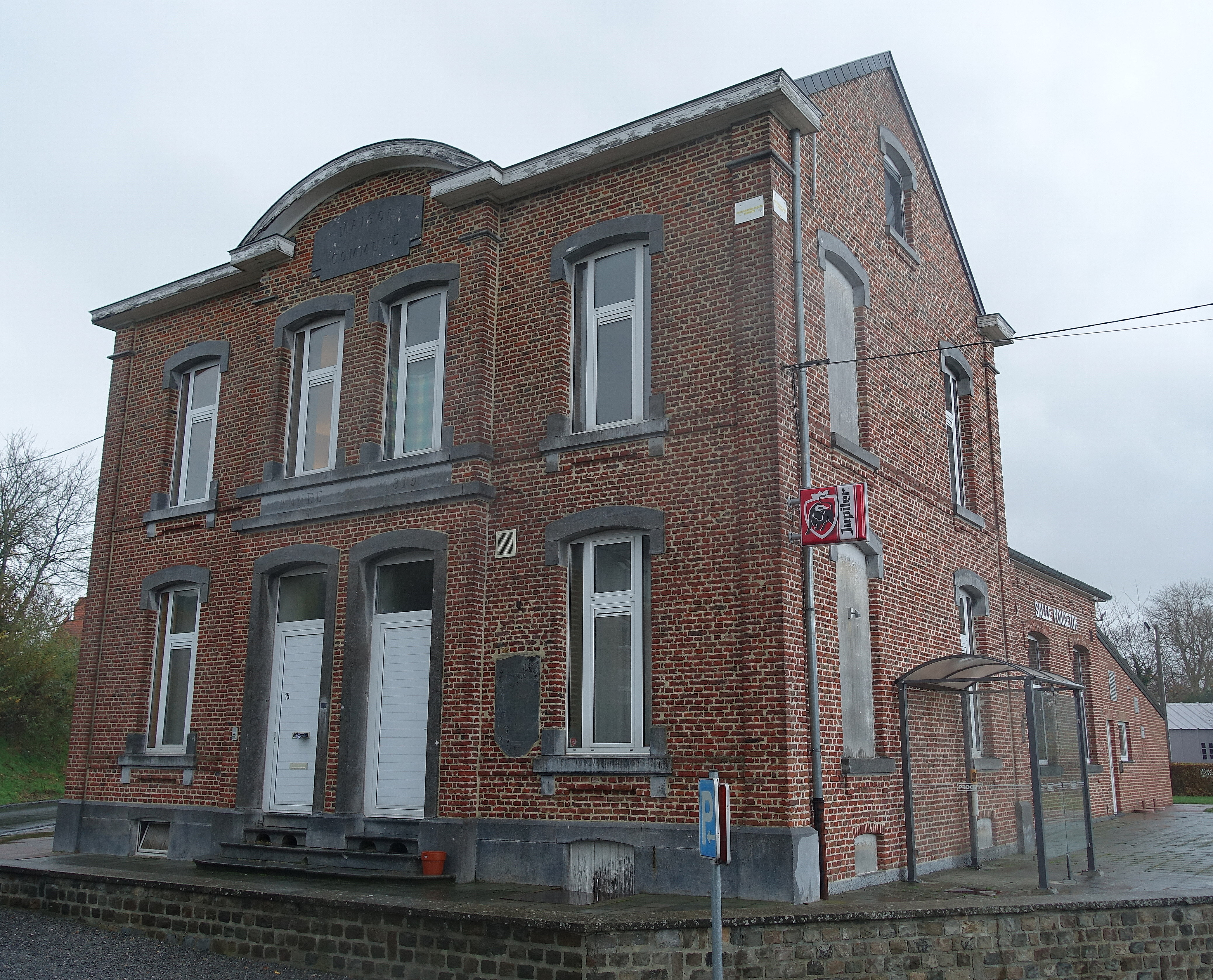
Vroeger gemeentehuis en school nu dorpshuis Poucetof

Deelgemeenten: Abolens · Avernas-le-Bauduin · Avin · Bertrée · Blehen · Cras-Avernas · Crehen · Grand-Hallet · Hannuit · Lens-Saint-Remy · Merdorp · Moxhe · Petit-Hallet · Poucet · Thisnes · Truielingen · Villers-le-Peuplier · Wansin

Belgische gemeenten · arrondissement Borgworm · provincie Luik · Wallonië